# Nejc Lombardo
Nejc Lombardo, slovenski pop pevec, * 9. maj 1987, Ljubljana.
Zaslovel je s skladbo »Zavrtela sva svet«, ki je bila ena največjih slovenskih uspešnic leta 2008. Šlo je za njegov samostojni projekt, sicer pa je bil takrat tudi frontman leta 2004 ustanovljene zasedbe Lombardo, s katero so po uspehu »Zavrtela sva svet« leta 2011 – v sestavi: Nejc Lombardo (vokal), Vladimir Zelić (kitara), Tilen Lah (bobni), Alex Mladenov (bas) in Aljaž Bernik (klaviature) − izdali singel »Trenutek breztežnosti«. Nato je začel sodelovati s kitaristom Miho Plantaričem, s katerim sta – prav tako pod imenom Lombardo − posnela »Hej hej« in »Mesto želja«.
2015 je Nejc sodeloval pri projektu Slove'n'aid in s še 15 drugimi slovenskimi pevci posnel dobrodelno pesem »En svet«. Jeseni istega leta sta z Miho sodelovala v 5. sezoni oddaje Slovenija ima talent. Po uspešno prestali avdiciji z »Od višine se zvrti« sta bila izbrana za polfinalista. Polfinalni nastop z »Impossible« jima je prinesel vstopnico za finale, v katerem sta predstavila nov avtorski komad »Nov dan«. Spomladi 2016 bo Nejc eden izmed tekmovalcev 3. sezone Znan obraz ima svoj glas.
Glasbo in besedila piše sam.

## Diskografija
- Zavrtela sva svet (2008)
- Trenutek breztežnosti (2011)
- Hej hej (2012)
- Mesto želja (2013)
- Sam (2013)[10][11]
- Ti – feat. Hodža (2015)[12]
- En svet – Slove'n'aid (2015)
- Nov dan (2015)
- Repeat (2016)